# 2006-os magyar fedett pályás atlétikai bajnokság
A 2006-os magyar fedett pályás atlétikai bajnokság a 33. bajnokság volt. A többpróba számait február 4–5-én tartották a Téli Sátorban.

## Eredmények

### Férfiak
| Versenyszám      | Arany                                                       | Arany    | Ezüst                         | Ezüst    | Bronz                                       | Bronz    |
| ---------------- | ----------------------------------------------------------- | -------- | ----------------------------- | -------- | ------------------------------------------- | -------- |
| 60 m             | Farkas Attila BEAC                                          | 6,72     | Németh Roland Soproni AC      | 6,76     | Korsós Krisztián Hevesi SEJeleni Csaba TFSE | 6,80     |
| 200 m            | Dezső Ákos Bp. Honvéd                                       | 21,55    | Miklós Péter Bp. Honvéd       | 21,75    | Pauer Géza Pécsi VSK                        | 21,84    |
| 400 m            | Takács Dávid VEDAC                                          | 7,65     | Dezső Ákos Bp. Honvéd         | 47,70    | Bartha László MISI SC                       | 48,35    |
| 800 m            | Takács Dávid VEDAC                                          | 1:52,07  | Tábor Miklós Békéscsabai AC   | 1:53,58  | Kazi Tamás TFSE                             | 1:53,74  |
| 1500 m           | Bene Barnabás Pécsi FK                                      | 3:50,31  | Csillag Balázs AC Szekszárd   | 3:50,49  | Szemeti Péter Újpesti TE                    | 3:50,51  |
| 3000 m           | Bene Barnabás Pécsi FK                                      | 8:24,89  | Csillag Balázs AC Szekszárd   | 8:24,89  | Tóth László Pécsi FK                        | 8:25,41  |
| 4 × 400 m        | Kasper István Kazi Tamás György Roland Borsányi Zoltán TFSE | 3:16,26  | VEDAC                         | 3:17,71  | Debreceni SC-SI                             | 3:18,66  |
| 60 m gát         | Kovács Balázs VEDAC                                         | 8,06     | Lóczi Rumen Ferencvárosi TC   | 8,20     | Zsivoczky Attila Debreceni SC-SI            | 8,27     |
| 5000 m gyaloglás | Dudás Gyula MISI SC                                         | 21:00,97 | Novák László Bp. Honvéd       | 21:03,68 | Márta Tibor Békéscsabai AC                  | 21:36,40 |
| magasugrás       | Boros László Debreceni SC-SI                                | 2,15 m   | Lehoczky Árpád Albertirsai SE | 2,05 m   | Makra Zoltán Tatabányai SC                  | 2,05 m   |
| rúdugrás         | Skoumal Péter Debreceni SC-SI                               | 4,90 m   | Szabó Dezső KSI               | 4,80 m   | Sátor Attila TFSE                           | 4,80 m   |
| távolugrás       | Babicz Pál Tatabányai SC                                    | 7,44 m   | Lőrincz Imre Soproni AC       | 7,17 m   | Páhy Zsolt Egri SSE                         | 7,09 m   |
| hármasugrás      | Tölgyesi Péter Dunakeszi VSE                                | 15,58 m  | Farkas János Debreceni SC-SI  | 15,40 m  | Fejős Bence Ferencvárosi TC                 | 14,95 m  |
| súlylökés        | Kürthy Lajos Mohácsi TE                                     | 17,97 m  | Kovács Péter Ferencvárosi TC  | 16,78 m  | Belovai Dániel Szegedi VSE                  | 15,73 m  |
| hétpróba         | Skoumal Péter DSC                                           | 5626     | Polónyi Tamás Szolnoki MÁV    | 5313     | Kovács Norbert TFSE                         | 5228     |

### Nők
| Versenyszám      | Arany                                                          | Arany    | Ezüst                          | Ezüst    | Bronz                                            | Bronz    |
| ---------------- | -------------------------------------------------------------- | -------- | ------------------------------ | -------- | ------------------------------------------------ | -------- |
| 60 m             | Rózsa Zsófia Bp. Honvéd                                        | 7,60     | Vári Edit BEAC                 | 7,63     | Szakács Enikő Bp. Honvéd                         | 7,68     |
| 200 m            | Rózsa Zsófia Bp. Honvéd                                        | 24,81    | Nyusa Viktória Alba Regia AK   | 25,13    | Szakács Enikő Bp. Honvéd                         | 25,17    |
| 400 m            | Varga Bianka Bp. Honvéd                                        | 55,96    | Nemes Rita MISI SC             | 55,97    | Somogyvári Mónika Újpesti TE                     | 55,98    |
| 800 m            | Bozzay Boglárka VEDAC                                          | 2:09,70  | Bolyki Andrea Postás-Matáv     | 2:12,34  | Kácser Krisztina Dunaújvárosi AC                 | 2:12,96  |
| 1500 m           | Papp Krisztina Újpesti TE                                      | 4:11,78  | Erdélyi Eszter Újpesti TE      | 4:29,10  | Bozzay Boglárka VEDAC                            | 4:33,49  |
| 3000 m           | Papp Krisztina Újpesti TE                                      | 9:10,51  | Erdélyi Eszter Újpesti TE      | 9:45,11  | Erdélyi Zsófia Gödöllői EAC                      | 9:53,82  |
| 4 × 400 m        | Rózsa Zsófia Szakács Enikő Doma Zdenka Varga Bianka Bp. Honvéd | 3:50,00  | VEDAC                          | 3:57,42  | Gödöllői EAC                                     | 3:57,50  |
| 60 m gát         | Vári Edit BEAC                                                 | 8,33     | Juhász Fanni Újpesti TE        | 8,52     | Veres Gabriella TFSE                             | 8,91     |
| 3000 m gyaloglás | Kernács Krisztina Bp. Honvéd                                   | 13:56,92 | Kardos Cecília BEAC            | 14:23,57 | Bajnai Eszter Bp. Honvéd                         | 14:27,47 |
| magasugrás       | Győrffy Dóra Debreceni SC-SI                                   | 1,90 m   | Babos Rita Győri Dózsa         | 1,77 m   | Szabó Barbara Újpesti TE                         | 1,77 m   |
| rúdugrás         | Molnár Krisztina Újpesti TE                                    | 4,50 m   | Vaszi Tünde Postás-Matáv       | 4,30 m   | Juhász Fanni Újpesti TEErős Enikő MAC-Népstadion | 4,00 m   |
| távolugrás       | Stajerné Deák Katalin Ferencvárosi TC                          | 6,25 m   | Ajkler Zita Vasas              | 6,20 m   | Vörös Orsolya Kecskeméti ARC                     | 5,77 m   |
| hármasugrás      | Babos Rita Győri Dózsa                                         | 12,94 m  | Disztl Gabriella Alba Regia AK | 12,54 m  | Rácz Tünde KSI                                   | 11,98 m  |
| súlylökés        | Márton Anita Szegedi VSE                                       | 14,69 m  | Óvári Zita Szolnoki MÁV        | 14,23 m  | Lukóczki Nárcisz Békéscsabai AC                  | 13,47 m  |
| ötpróba          | Óvári Zita Szolnoki MÁV                                        | 4153     | Babos Rita Győri Dózsa         | 3709     | Ajkler Zita Vasas                                | 3673     |